# Lockheed P-3 Orion
Lockheed Martin P-3 Orion je čtyřmotorový turbovrtulový protiponorkový a námořní hlídkový letoun vyvinutý pro americké námořnictvo a zavedený do služby v 60. letech 20. století. Společnost Lockheed založila jeho vývoj na civilním letounu Lockheed L-188 Electra. Letoun je snadno rozpoznatelný podle „žihadla“ na ocasní části zádi neboli „MAD“ detektoru, který je používán jako detektor magnetických anomálií k odhalování ponorek. Během let letoun prošel mnoha vylepšeními, které se týkaly převážně elektronických přístrojů. P-3 Orion je v současnosti stále používán v mnoha námořnictvech i letectvech po celém světě a to hlavně k námořnímu hlídkování, průzkumu, boji proti hladinovým cílům a boji proti ponorkám. Bylo postaveno 734 letounů P-3. V roce 2012 se připojil k hrstce vojenských letounů jako je například Boeing B-52 Stratofortress, které slouží svému původnímu uživateli, v tomto případě US Navy, nepřetržitě 50 let.

## Vývoj
V srpnu 1957, US Navy vydalo výzvu k předložení návrhu na nahrazení stárnoucích dvoumotorových letounů s pístovými motory P2V Neptune (později přeznačené na P-2) a P5M Marlin (později P-5) vyspělejším letounem plánovaným pro námořní hlídkování a pro boj proti ponorkám. Úprava již existujícího letounu měla ušetřit náklady a urychlit i zavedení letounu do služby. Lockheed navrhl vojenskou verzi svého letounu L-188 Electra, který byl právě ve vývoji a chystal se k svému prvnímu letu. V dubnu 1958 Lockheed soutěž vyhrál a v květnu s ním byly podepsána smlouva k dalšímu výzkumu a vývoji stroje.

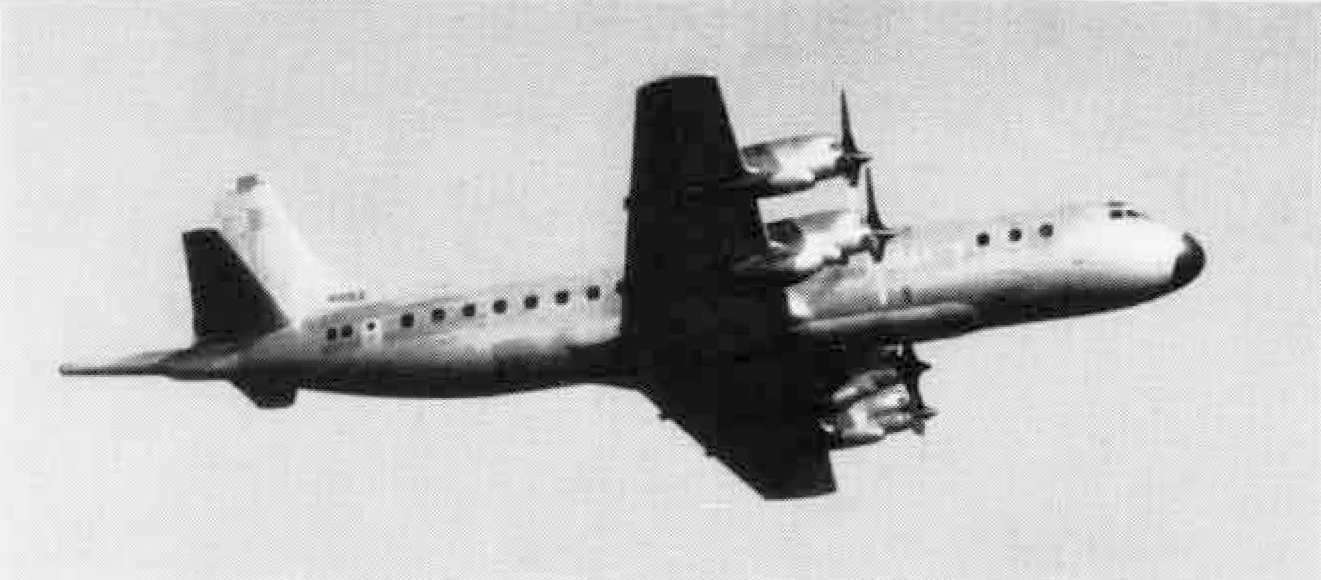
První prototyp Orionu byl přestavěný letoun Lockheed Electra.

První let prototypu, původně značeného YP3V-1, se uskutečnil 19. srpna 1958. Ačkoliv byl návrh založen na stejné filozofii jako letoun Lockheed L-188 Electra, byla struktura letounu odlišná. Letoun má kratší přední část trupu, otevírací pumovnici, více špičatý nos, výrazné „žihadlo“ (detektor magnetických anomálií) na ocase, závěsníky pod křídly a další vnější i vnitřní vylepšení a změny. Orion byl vybaven čtyřmi turbovrtulovými motory Allison T56, které mu dokázaly udělit rychlost až 750 km/h, což je rychlost srovnatelná s nejrychlejšími vrtulovými stíhačkami a dokonce i s pomalými letouny s dvouproudovými motory jako jsou například A-10 Thunderbolt II nebo S-3 Viking. Podobnými letouny jsou sovětský Iljušin Il-38 a francouzský Breguet Atlantique.

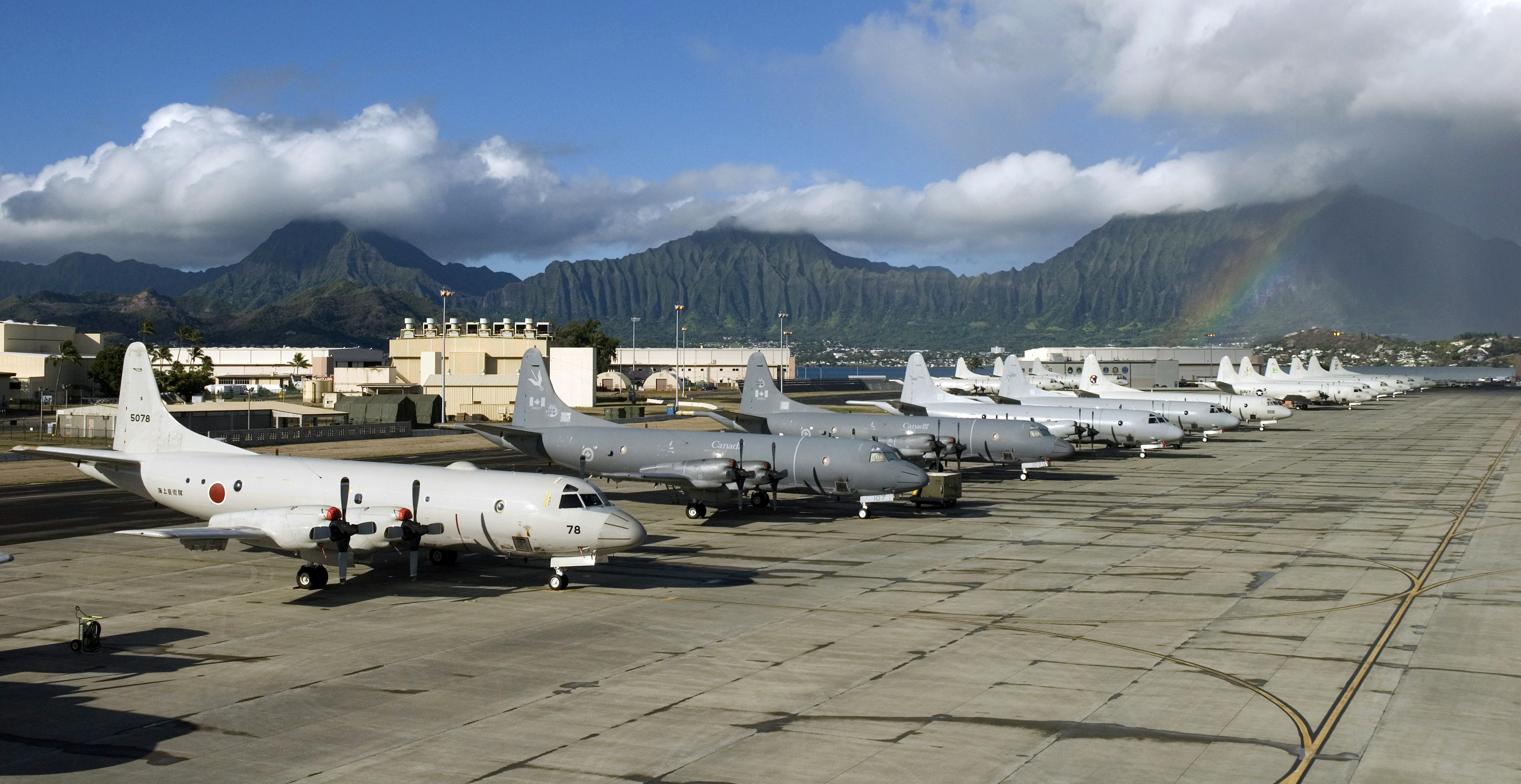
Letouny P-3 Orion z Japonska, Kanady, Austrálie, Jižní Koreje a USA.

První sériová verze, označená P3V-1, poprvé vzlétla 15. srpna 1961. První letouny byly přiděleny k hlídkovým letkám VP-8 a VP-44 na námořní letecké základně Patuxent River, Maryland v srpnu 1962. Několik týdnů nato (18. září 1962) bylo sjednoceno značení letounů amerického námořnictva a letectva, a tak letouny obdržely nové označení P-3 Orion. Barva Orionů se během času měnila od modré a bílé na začátku 60. let, přes šedou a bílou, až po šedou s malými nevýraznými znaky příslušnosti k letectvu.
Civilní verze – Electra, zažila několik záhadných havárií, jako například havárie letu 710 v roce 1960, kdy letounu za letu odpadlo pravé křídlo kvůli vibracím motorů. Prodej letounů vázl, protože i přes technická vylepšení se nezbavil špatné pověsti a navíc turbovrtulové motory byly nahrazeny rychlejšími proudovými motory. Ve vojenském použití je však v tomto případě efektivní využití paliva důležitější než dosažená rychlost, a proto Oriony zůstávají i po téměř 50 letech působení v US Navy stále ve službě od svého uvedení v roce 1962. Ačkoliv letoun nedosáhl takové životnosti jako stále se vyrábějící letoun C-130 Hercules, bylo do roku 1990 vyrobeno 734 strojů P-3 Orion. Společnost Lockheed Martin zahájila v roce 2008 výrobu křídel pro letouny P-3 Orion v rámci programu prodloužení životnosti (ASLEP) těchto letounů. Program ASLEP zahrnuje výměnu částí křídel a stabilizátorů.
Letoun Lockheed Electra byl vytvořen jako nákladově výhodnější alternativa letounu Boeing 707 (první prototyp vzlétl v roce 1954), protože turbovrtulové motory měly při rychlostech pod 700 km/h mnohem větší účinnost než první proudové motory. Vylepšený letoun Lockheed P-7 měl být podobně alternativou letounu Boeing 757, ale projekt byl zrušen. Ještě pokročilejší projekt Orion 21 prohrál ve výběrovém řízení s letounem Boeing P-8 Poseidon, který nahradí letouny P-3 Orion.

## Popis

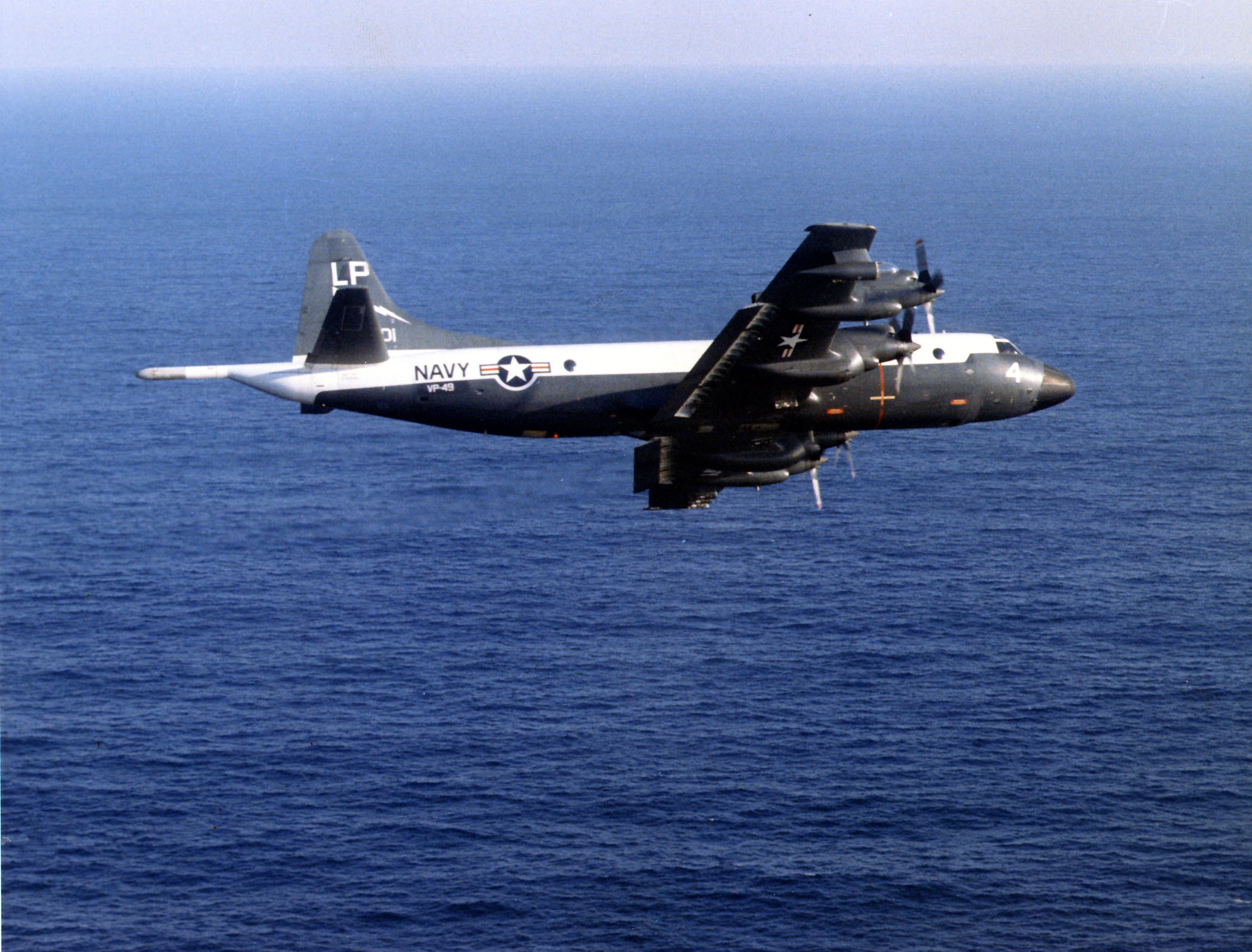
P-3A letky VP-49 v původní modro-bílých barvách

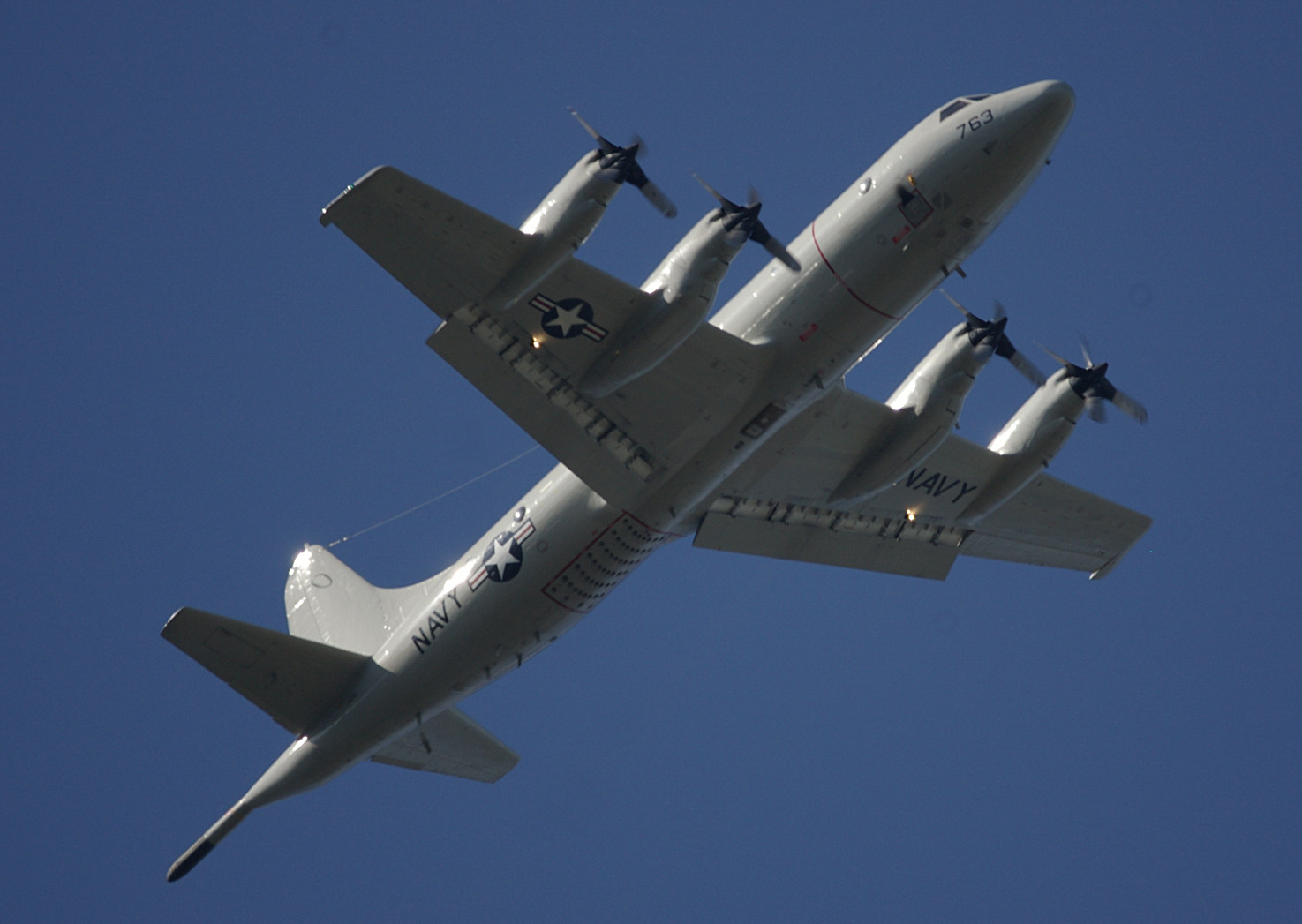
Spodní pohled na P-3C Orion odhaluje vypouštěcí zařízení sonarových bójí (černé skvrny v zadní části trupu)

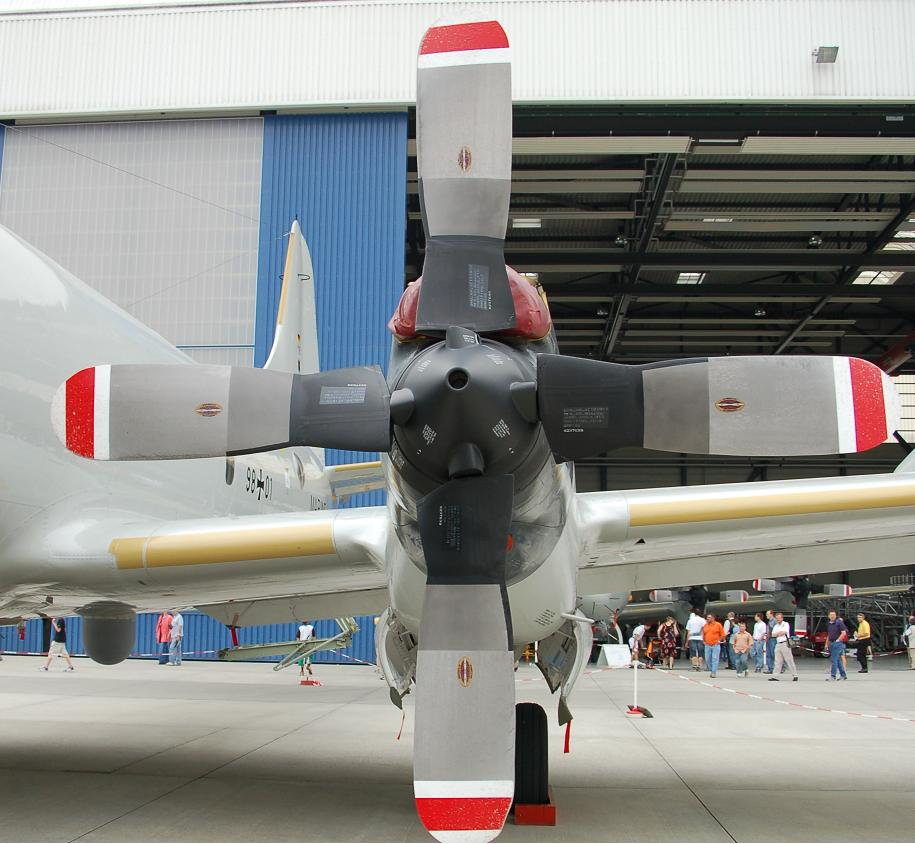
Motor Allison T56-A-14

Letoun P-3 má vnitřní pumovnici v přední části trupu, do které jsou umísťována konvenční torpéda Mk 50 nebo Mk 46 a nebo jaderné zbraně. Další výzbroj může být nesena na závěsnících pod křídly. Tato výzbroj zahrnuje celou řadu zbraní jako jsou střely AGM-84 Harpoon, AGM-84E SLAM / AGM-84H/K SLAM-ER, AGM-65 Maverick, 127mm rakety Zuni, rozličné námořní miny atd. Letoun mohl nést i řízenou střelu AGM-12 Bullpup než byla vyřazena ze služby u US Navy či NATO.
Letoun P-3 je vybaven detektorem magnetických anomálií (MAD) v prodloužené zádi. Toto zařízení je schopné odhalit magnetické anomálie způsobené ponořenou ponorkou v magnetickém poli Země. Omezený dosah tohoto zařízení vyžaduje, aby letoun přeletěl přímo nad cílem nebo v jeho těsné blízkosti. Proto je tento přístroj používán pro přesnou lokalizaci ponorky těsně před útokem pomocí torpéda. Vzhledem k neuvěřitelné citlivosti detektoru má jakýkoli elektromagnetický šum velký vliv na provoz přístroje. Z tohoto důvodu je tento detektor umístěn na konci „žihadla“ vystupujícího ze zadní části trupu, aby byl co možná nejdále od ostatních elektronických přístrojů.

### Složení posádky
Složení posádky záleží na účelu mise, variantě letounu a armádě ve které letoun působí. V US Navy, ve variantě P-3C, posádka obvykle čítá 11 členů. Složení:
- 3× námořní letec
  - Velitel hlídkového letounu (Patrol Plane Commander/PPC)
  - Druhý pilot hlídkového letounu (Patrol Plane 2nd Pilot/PP2P)
  - Třetí pilot hlídkového letounu (Patrol Plane 3rd Pilot/PP3P)
- 2× námořní letecký důstojník
  - Taktický koordinátor hlídkového letounu (Patrol Plane Tactical Coordinator/PPTC nebo TACCO)
  - Navigátor a radiooperátor hlídkového letounu (Patrol Plane Navigator-Communicator/PPNC nebo NAVCOM) (Letouny P-3A a P-3B měly samostatného navigátora a samostatného radiooperátora)
- 2× letecký inženýr (FE1 a FE2)
- 3× operátor senzorů
  - operátor radaru/MAD/EWO (SS-3)
  - dva operátoři akustických detektorů (SS-1 a SS-2)
- 1× letecký technik (IFT)
- (1× letecký specialista na zbraně (ORD) – v rámci US Navy povinnosti této funkce zastává IFT)

Velitelem mise letounu (MC) byl jmenován vždy buď PPC nebo TACCO.

### Vypínání motorů za letu
Když se letoun dostane na hlídkovou pozici bývá jeden z motorů často vypínán (obvykle vnější motor č.1), za účelem úspory paliva a tím i prodloužení doby letu nebo doletu letounu. Za určitých okolností mohou být vypnuty oba vnější motory, pokud to umožňuje počasí, hmotnost letounu a nutnost úspory paliva. Dlouhé hlídkové lety nad oceánem, pobřežím nebo nad hranicemi mohou často přesáhnout 10 hodin ve vzduchu a mohou si vynutit přítomnost dalšího člena posádky. Rekord v délce letu letounu P-3 v délce 21,5 hodiny drží posádka novozélandského královského letectva z roku 1972.
Motor č. 1 je vypínán proto, jelikož nemá generátor elektrické energie, kterou motory produkují pro napájení přístrojů v letounu. Nepřítomnost výfukových plynů od motoru č. 1 také zlepšuje viditelnost pro pozorovatele na zádi letounu na jedné straně letadla.

## Historie operačního nasazení

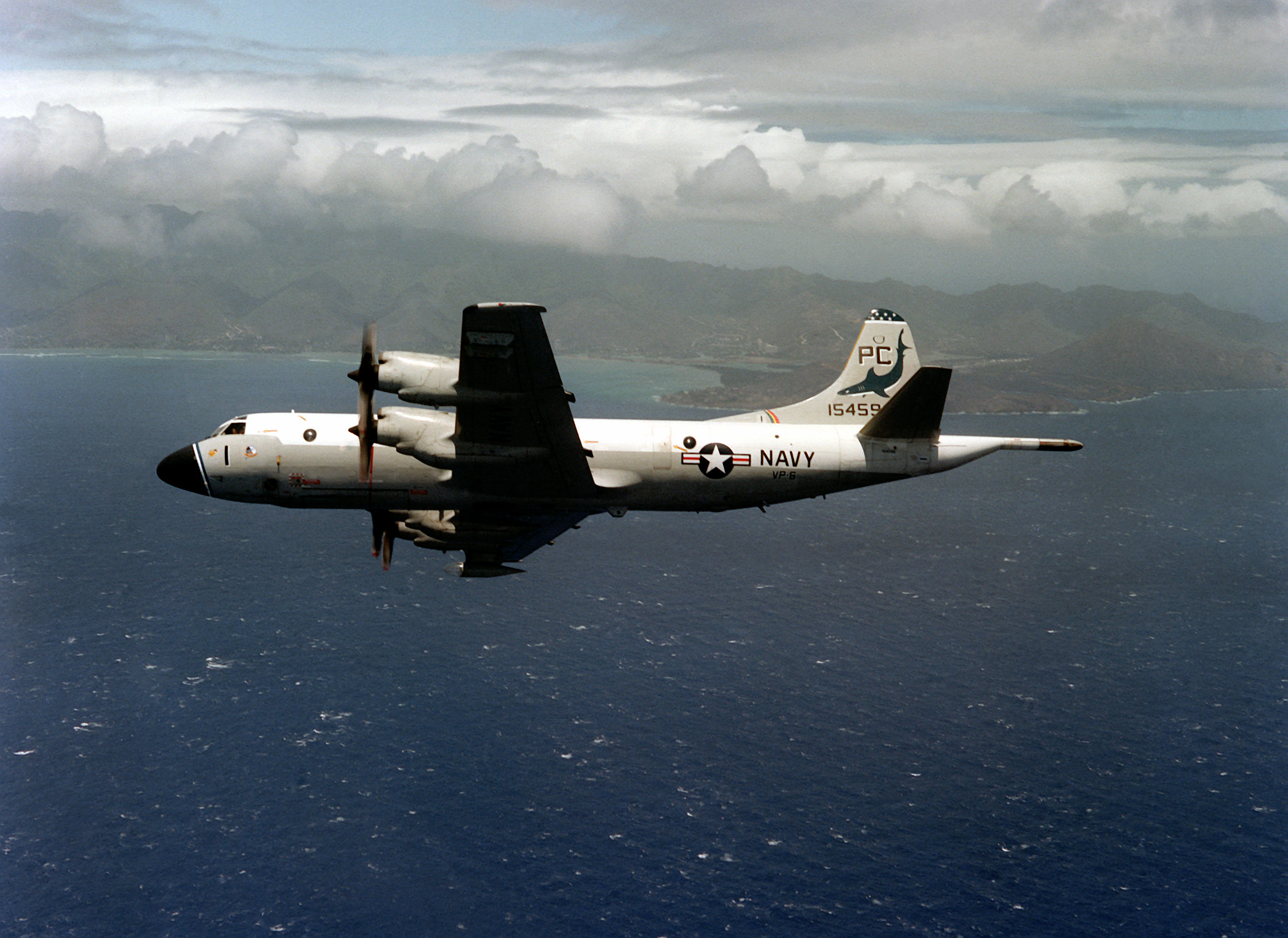
P-3B poblíž Havajských ostrovů

Jelikož byl vyvinut během Studené války, bylo jeho hlavním úkolem sledovat a ničit nepřátelské ponorky s balistickými raketami a nepřátelské útočné ponorky v případě války. Průzkumné mise vedly občas k setkání letounů P-3 US Navy nebo například Norského královského letectva se sovětskými stíhačkami. 1. dubna 2001 došlo ve vzduchu ke kolizi mezi letounem US Navy EP-3E ARIES II a stíhačkou Čínské lidové armády J-8II, což vedlo k mezinárodnímu sporu mezi vládou USA a Čínské lidové republiky, který je znám pod označením Incident u ostrova Chaj-nan.
Více než 40 bojových i nebojových variant letounu P-3 prokázalo vysokou spolehlivost tohoto stroje, který často létá více než 12hodinové mise 200 stop (60 m) nad hladinou moře, a přesto si uchovává vynikající bezpečnost. Byly vyvinuty verze pro Národní úřad pro oceán a atmosféru (NOAA) pro studium hurikánů, pro americký celní úřad (U.S. Customs Service, v současnosti U.S. Customs and Border Protection) proti pašerákům drog a letecké hlídkování a pro NASA pro výzkum a vývoj. Nejvíce letounů P-3 však i nadále slouží u US Navy.

### Kuba
V říjnu 1962 letouny P-3A provedly několik hlídkových letů v rámci blokády Kuby. Letouny, které byly krátce před tím přijaty do operační služby, se tak poprvé přiblížily situaci, která se podobala skutečnému konfliktu.

### Vietnam

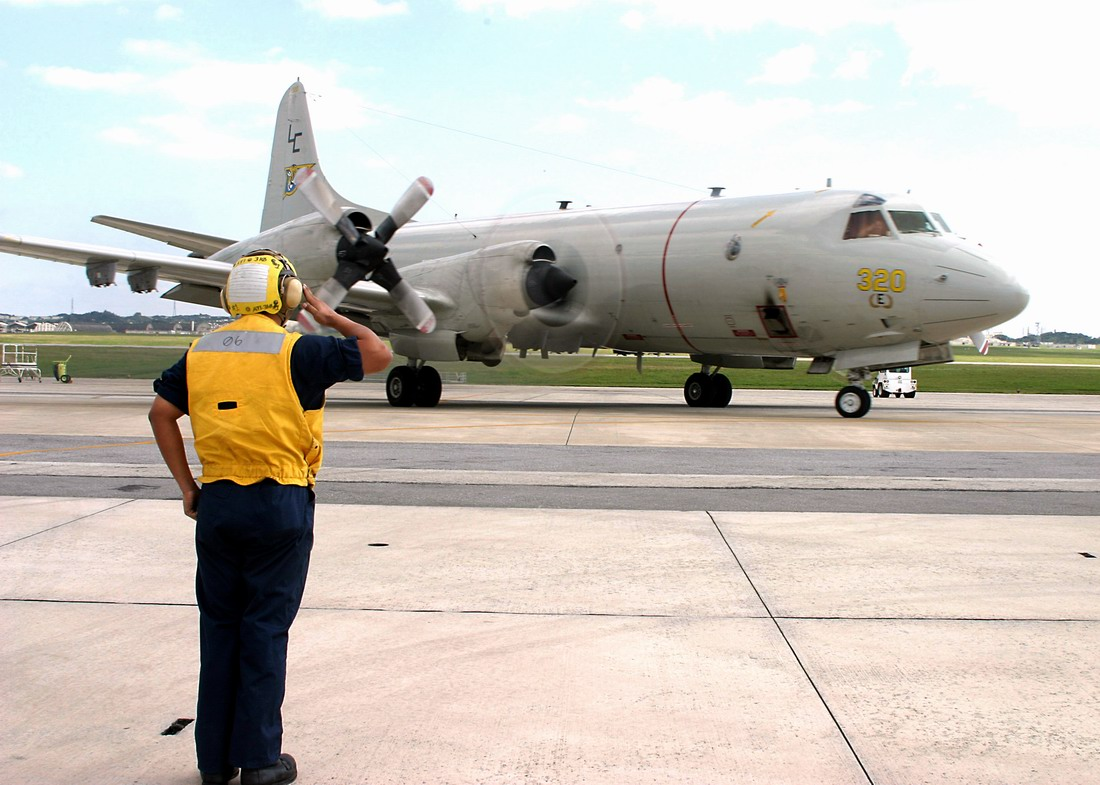
Americký P-3C Orion (VP-8)

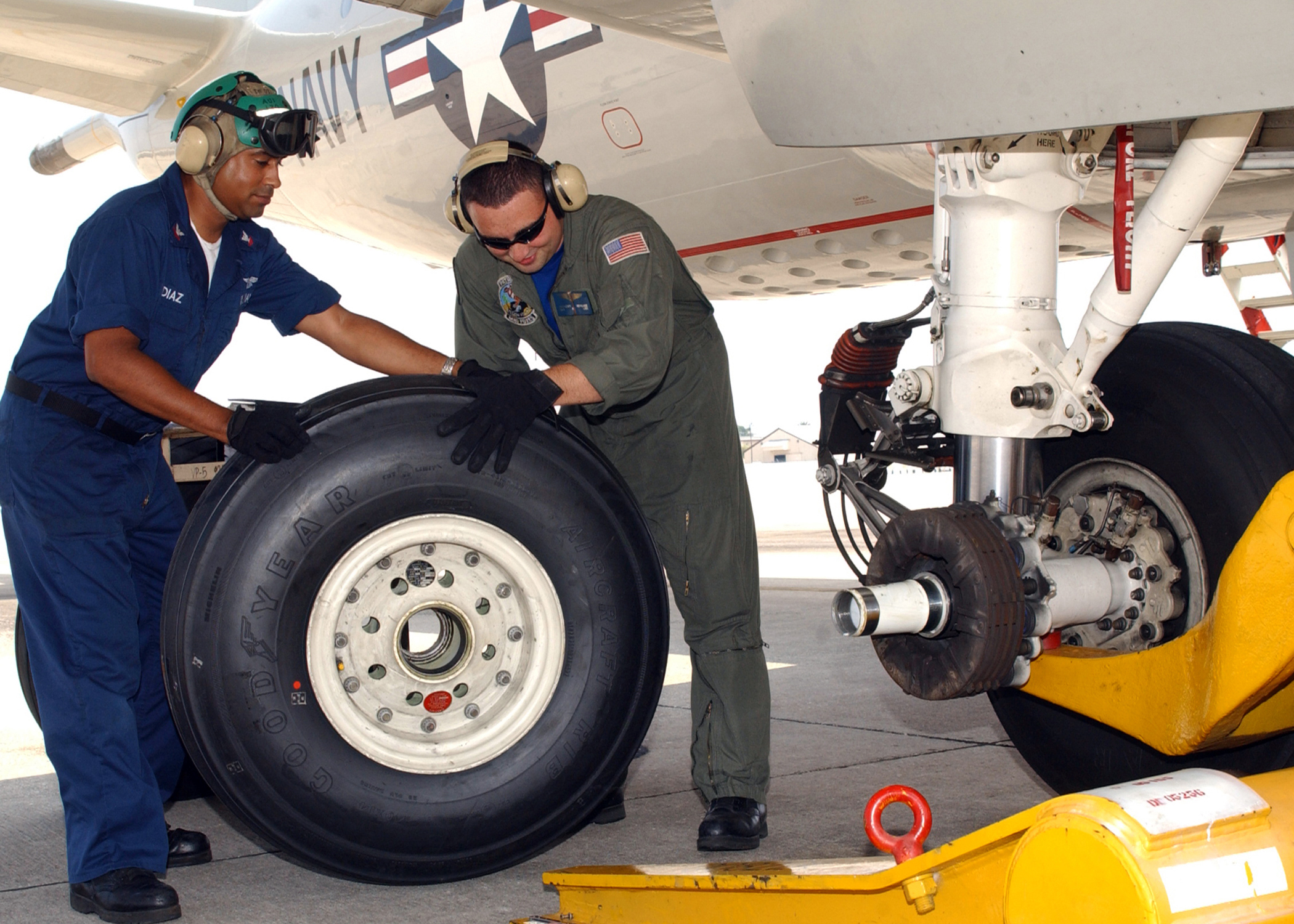
Výměna pneumatiky na letounu P-3C

Od začátku roku 1964 byly letouny P-3 nasazeny na řadu misí v rámci Operace Market Time. Letouny startovaly ze základen na Filipínách a ve Vietnamu a jejich úkolem bylo hlídkování podél pobřeží, za účelem zastavení dodávek materiálu pro Vietkong po moři, i když několik misí bylo vedeno i nad pevninou. Během těchto misí byly letouny ohroženy a někdy i poškozeny protiletadlovým dělostřelectvem. Jediné potvrzené ztráty letounu P-3 se odehrály rovněž během Operace Market Time. V dubnu 1968 letoun P-3B letky VP-26 US Navy byl sestřelen protiletadlovým dělostřelectvem v Thajském zálivu, celá posádka zahynula. O dva měsíce dříve v únoru 1968 na stejném místě havaroval jiný P-3B, jehož posádka rovněž nepřežila. Původně se mělo za to, že šlo o nehodu, později se uvažovalo nad tím, zda za nehodou nebyla palba ze stejného zdroje jako při sestřelení v dubnu 1968.

### Irák
2. srpna 1990 Irák napadl Kuvajt a chystal se napadnout i Saúdskou Arábii. Během 48 hodin od původní invaze byly americké letouny P-3C první ozbrojenou silou USA v oblasti. Jeden z nich byl vybaven prototypem systému, který byl znám pod označením „Outlaw Hunter (Lovec psanců)“. Byl právě testován v Pacifiku a sloužil k zaměřování cílů za horizontem. Během několika hodin od začátku spojeneckého leteckého útoku "Outlaw Hunter" zjistil velké množství iráckých hlídkových člunů a námořních plavidel, které se z přístavů Basra a Umm Qasr pokoušely dostat do íránských vod. Systém "Outlaw Hunter" pak naváděl útočící jednotky, které napadly flotilu poblíž ostrova Bubijan. Bylo zničeno 11 plavidel a značný počet jich byl poškozen. Během operace Pouštní štít letouny P-3 pomocí infračerveného snímkování odhalovaly lodě, které měly původní irácké značení překryto falešným egyptským značením, aby se tak pokusily vyhnout odhalení. Několik dní před začátkem operace Pouštní bouře (7. ledna 1991) letouny P-3C vybavené radarem APS-137 prováděly pobřežní hlídkování podél kuvajtských a iráckých břehů a prováděly průzkum těsně před útokem. Celkově 55 z 108 zničených iráckých plavidel bylo zaměřeno letouny P-3C Orion.
Letouny P-3 Orion pokračovaly ve službě v oblasti i koncem 90. let i na počátku 21. století, kdy prováděly dohled nad pozemním i námořním bojištěm. Dlouhý dolet a velká výdrž ve vzduchu se ukázaly být neocenitelným přínosem během operace Irácká svoboda. Letoun tak může kdykoliv poskytovat informace o bojišti pozemním jednotkám, zejména námořní pěchotě USA.

### Afghánistán
Ačkoliv je P-3 námořním hlídkovým letounem, výzbroj a senzory, kterými byl vystrojen v rámci programu použití proti povrchovým cílům, jej učinily vhodným pro trvalou vzdušnou podporu pozemních jednotek. Od začátku současné války v Afghánistánu tedy letouny P-3 US Navy působí v této roli ze základny v afghánském Kandaháru. Letouny P-3 australského královského letectva působily v Afghánistánu od počátku války.
V poslední době Geologický průzkum USA (United States Geological Survey) používá Oriony v určitých částech jižního a východního Afghánistánu k hledání ložisek lithia, mědi a dalších minerálů.

### Somálsko
Španělské letectvo nasadilo své letouny P-3 k podpoře mezinárodního úsilí proti pirátství v okolí Somálska. 29. října 2008 španělský letoun P-3 hlídkující u somálského pobřeží reagoval na tísňové volání tankeru v Adenském zálivu. S cílem odradit piráty, kteří se pokoušeli dostat na palubu, nad nimi třikrát proletěl. Při každém průletu letoun shodil kouřovou bombu. Po třetím průletu útočící piráti svůj útok odvolali. Později, 29. března 2009, stejný letoun P-3 pomáhal sledovat piráty, kteří zaútočili na vojenský tanker německého námořnictva Spessart (A1442), což vedlo k zadržení pirátů.

### Civilní využití

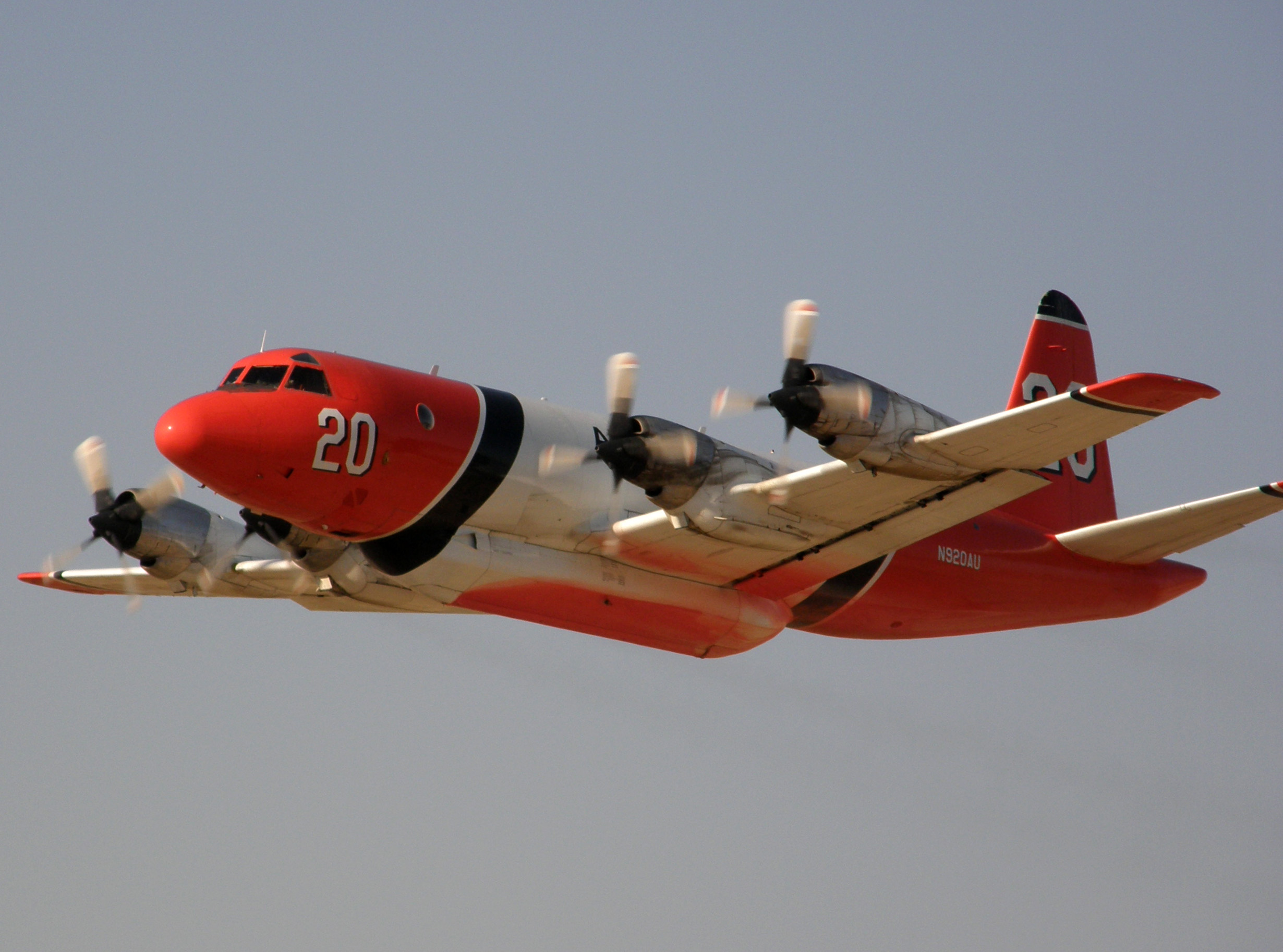
Požární letoun P-3 Orion společnosti Aero Union vzlétá letiště Fox Field, Lancaster, Kalifornie.

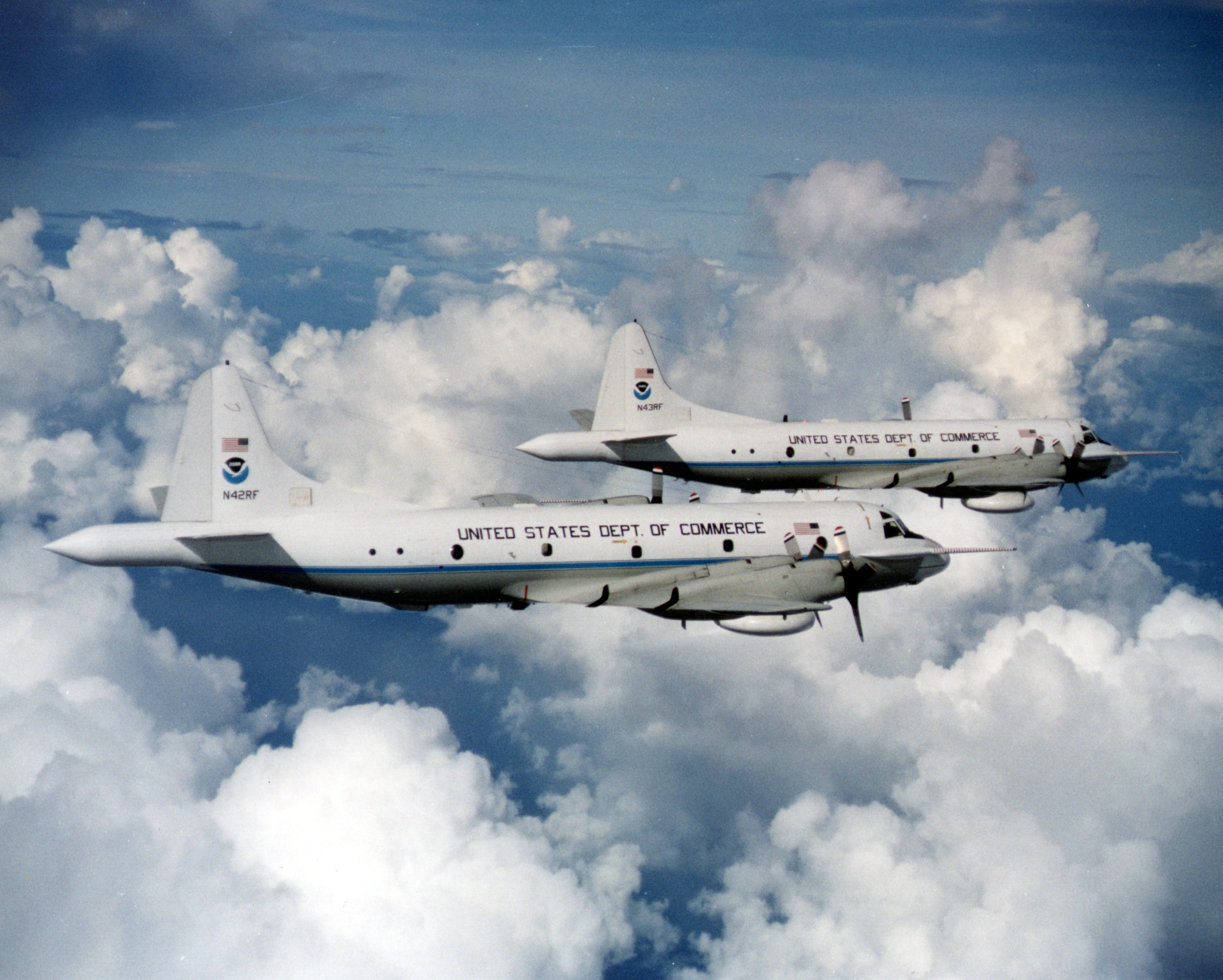
“Lovci hurikánů“ – letouny WP-3D sloužící v NOAA

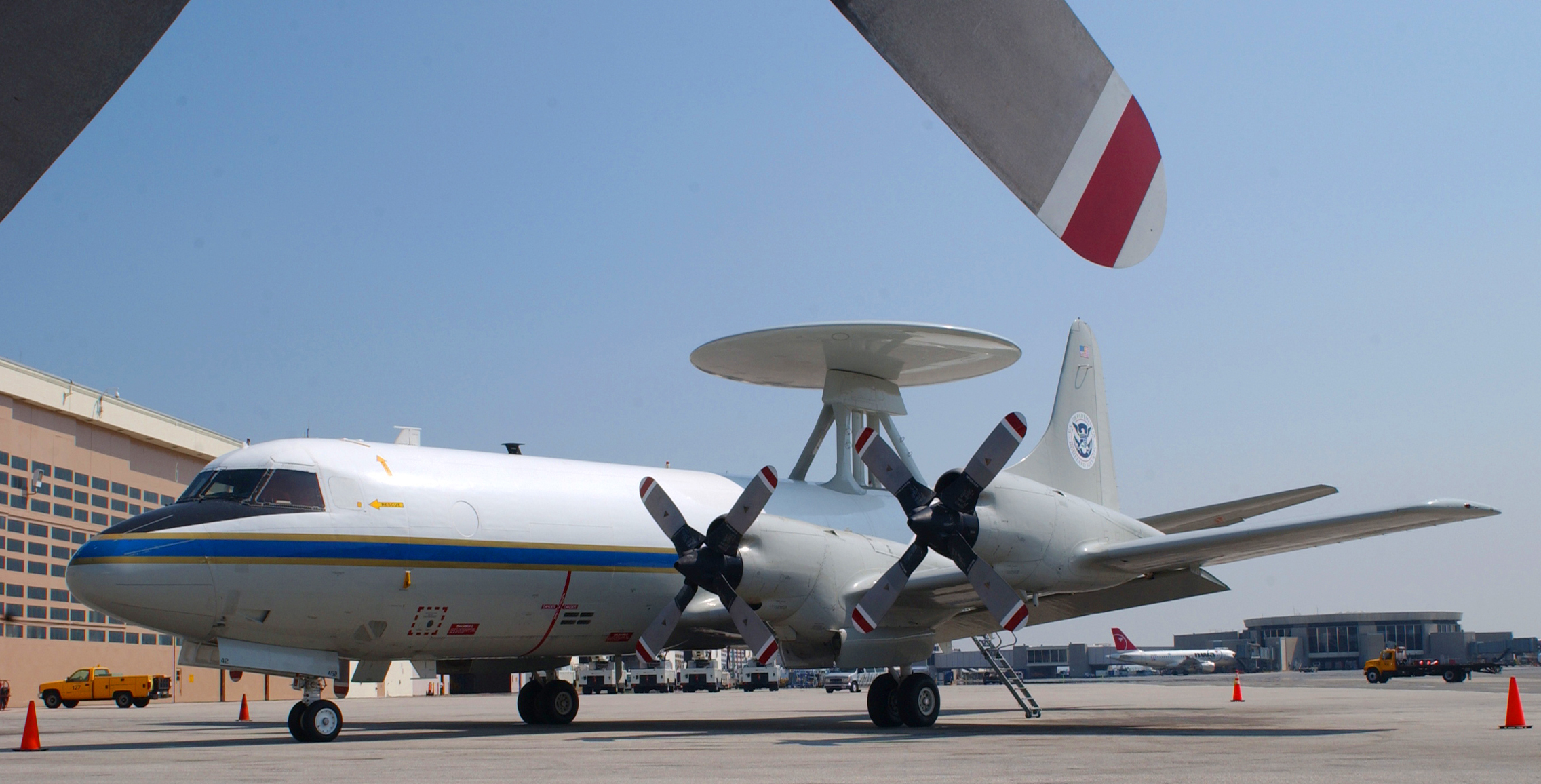
P-3AEW&C sloužící pro ministerstvo vnitřní bezpečnosti USA k sledování převozu drog

Několik letounů P-3 má civilní registraci a působí pod civilními úřady. Americký úřad pro cla a ochranu hranic (US Customs & Border Protection) používá letouny P-3A a P-3B k zachytávání letounů a k námořnímu hlídkování. Národní úřad pro oceán a atmosféru používá dva letouny WP-3D speciálně upravené pro výzkum hurikánů. Jeden letoun P-3B (N426NA) používá NASA.
Společnost Aero Union, Inc. používá 8 letounů P-3A, které dříve náležely US Navy a jsou používány v rámci prevence a boji proti lesním požárům.

## Varianty
Během let dlouhé služby letounů P-3 Orion vzniklo velké množství variant a podvariant tohoto letounu, které jsou námětem na samostatný článek. Za zmínku stojí následujících několik variant:
- WP-3D: Dva letouny P-3C upravené přímo ve výrobě pro Národní úřad pro oceán a atmosféru (NOAA) pro výzkum počasí, což zahrnuje i „lov hurikánů“.
- EP-3E Aries: 10 letounů P-3A a 2 letouny EP-3B upravené pro elektronickou výzvědnou činnost (ELINT).
- EP-3E Aries II: 12 letounů P-3C upravené pro elektronickou výzvědnou činnost (ELINT). Provozovány v letech 1970–2025.[19]
- AP-3C: Letouny australského letectva, které byly kompletně vylepšeny novými elektronickými systémy, senzory a dalšími detekčními přístroji.
- CP-140 Aurora: 18 letounů dlouhého doletu pro námořní hlídkování a protiponorkový boj kanadského letectva. Letouny byly založeny na letounu P-3C, ale hodně z elektronického vybavení pochází z vyspělejšího letounu Lockheed S-3 Viking.
- CP-140A Arcturus: 3 letouny kanadského letectva CP-140 bez protiponorkového vybavení. Slouží k výcviku posádek a pobřežní hlídkové službě.
- P-7 plánovaná nově vyvinutá a vylepšená varianta letounu P-3 Orion. Později byl projekt zrušen.
- Orion 21 plánovaná nově vyvinutá a vylepšená varianta letounu P-3 Orion určená k jeho náhradě. Kontrakt US Navy však získal Boeing s letounem P-8 Poseidon.

## Specifikace (P-3C Orion)

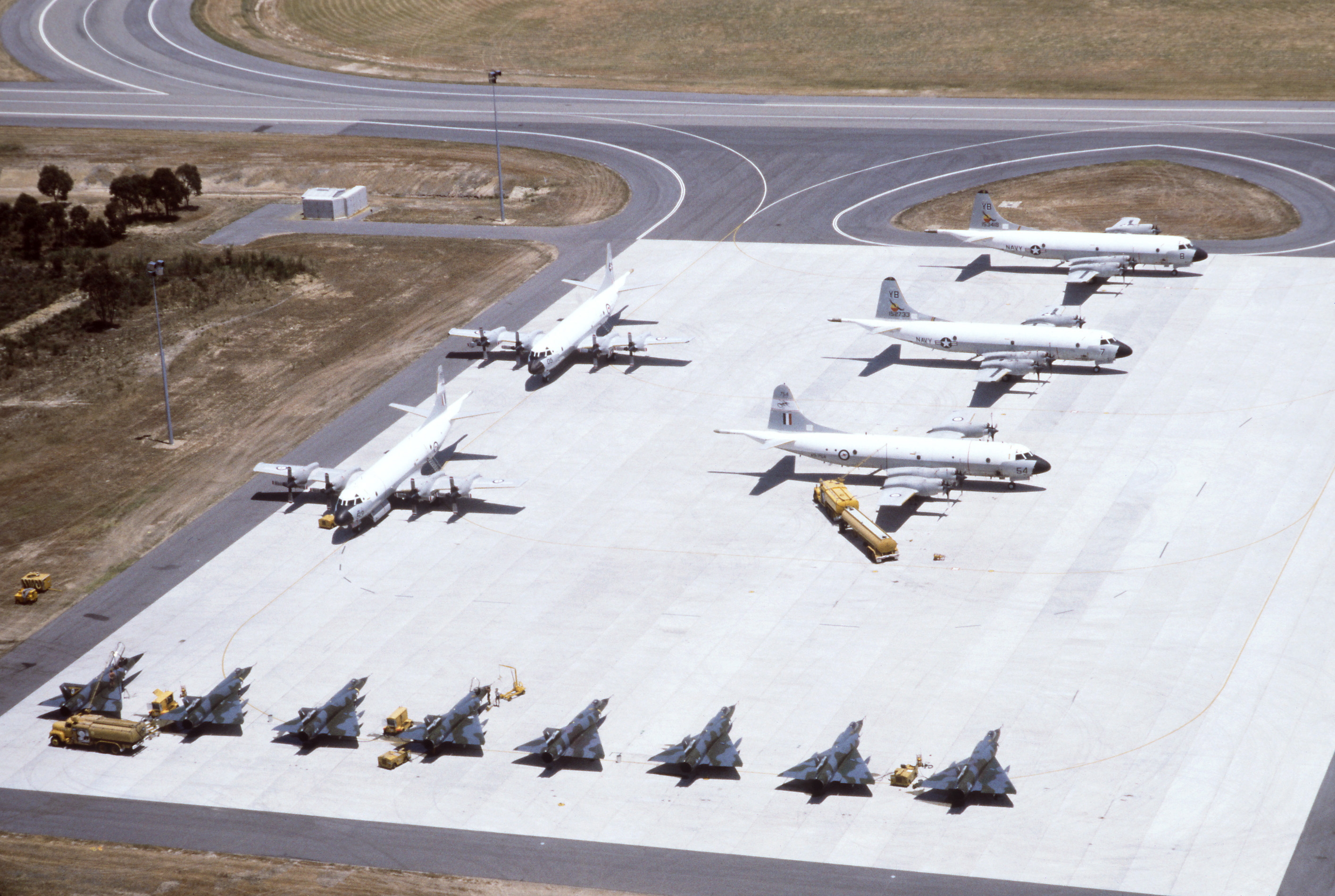
Letouny P-3 novozélandského letectva a amerického námořnictva

Technické údaje pocházejí z oficiálních „Standard Aircraft Characteristics“, specifikací letounu P-3 Orion na stránkách výrobce. a US Navy fact file.

### Technické údaje
- Posádka: 11
- Rozpětí: 30,4 m
- Délka: 35,6 m
- Výška: 11,8 m
- Nosná plocha: 120,8 m²
- Plošné zatížení: 533 kg/m²
- Prázdná hmotnost: 30 345 kg (66 900 lb)
- Max. vzletová hmotnost : 64 410 kg (142 000 lb)
- Pohonná jednotka: 4× turbovrtulový motor Allison T56-A-14
- Výkon pohonné jednotky: 4 680 k (3 442 kW)

### Výkony
- Cestovní rychlost: 607 km/h (328 uzlů, 377 mph) ve výšce 7 620 m (25 000 ft)
- Maximální rychlost: 761 km/h (411 uzlů, 473 mph) ve výšce 4 877 m (16 000 ft)
- Dolet: 8 944 km (4 830 námořních mil) (vytrvalost 16 h)
- Dostup: 8 626 m (28 300 ft)
- Stoupavost: 14,6 m/s (878 m/min, 2 880 ft/min)
- Poměr výkon/hmotnost: 0,05 kW/kg

### Výzbroj
- až 9 072 kg (20 000 liber) na 4× závěsnících pod křídly, 4× závěsnících u kořene křídel pod trupem a ve vnitřní pumovnici. Výzbroj zahrnuje:
  - střely proti povrchovým cílům např. AGM-65 Maverick, AGM-84 Harpoon
  - klasické bomby
  - hlubinné nálože
  - torpéda např. Mk 44, Mk 46, Mk 50, Mk 54
  - námořní miny např. Mk 25, Mk 36, Mk 52, Mk 53, Mk 55, Mk 56[22]
- různé druhy sonarových bójí

## Uživatelé

Působiště letounu P-3 v ozbrojených silách

### Vojenští uživatelé
Argentina

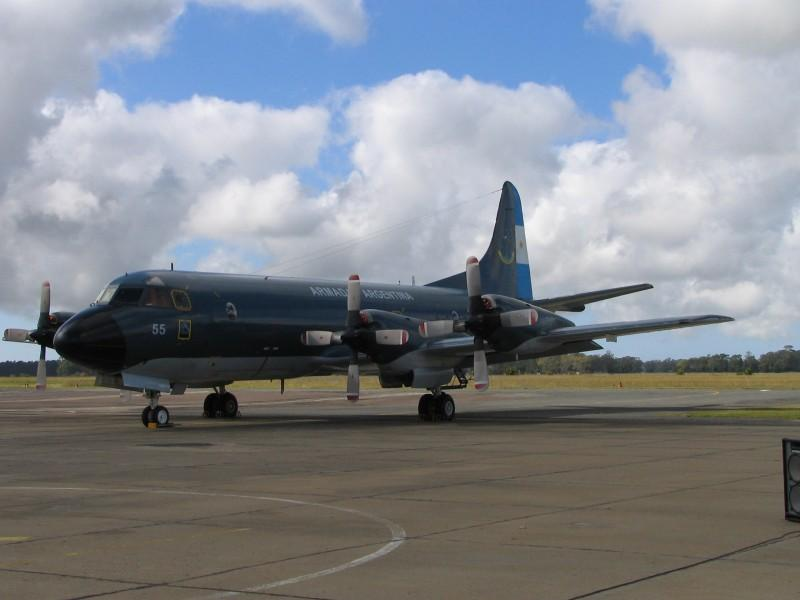
P-3B argentinského námořnictva

- Comando de Aviación Naval Argentina – Od roku 1997 provozováno 6 letounů P-3B získaných z USA. Základna Aeronaval Alte. Zar, Trelew. Roku 2023 objednány čtyři P-3B z Norska, které je nahradilo letouny P-8 Poseidon. Tři letouny k námořnímu hlídkování a čtvrtý k misím SAR. Dodávky začaly roku 2024.[23]

 Austrálie

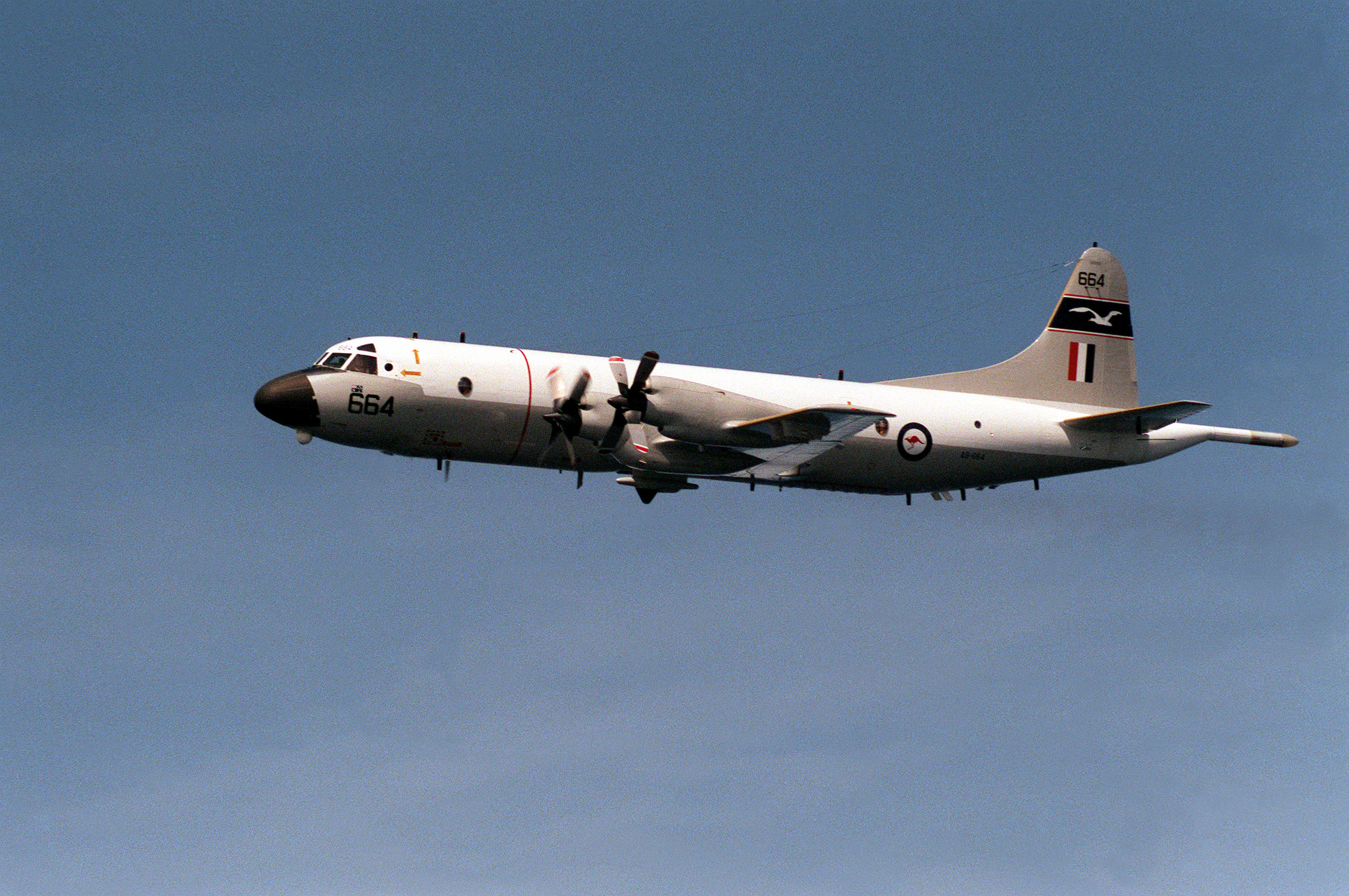
P-3W RAAF v roce 1990

- Royal Australian Air Force – 18× AP-3C, 1× P-3C na základně RAAF Edinburgh

V roce 2002 RAAF obdržela významně vylepšené letouny AP-3C, které jsou známé jako Australské Oriony a jsou vybaveny mnoha senzory. Ty zahrnují digitální multifunkční radar, infračervené i optické detektory, detektory magnetických anomálií, identifikační systém „přítel-nepřítel“ a akustické detektory.
 Brazílie

- Brazilské letectvo – 12× P-3AM (vylepšené) v roce 2008. Integrován systém FITS (Fully Integrated Tactical System) společnosti CASA.

 Čínská republika
- Letectvo Čínské republiky (od r. 2013)[25]
- Námořní letectvo Čínské republiky (do r. 2013)

 Chile

- Chilské námořnictvo – 4 P-3A na základně Aeronaval Torquemada, Con-Con

 Íránská islámská republika

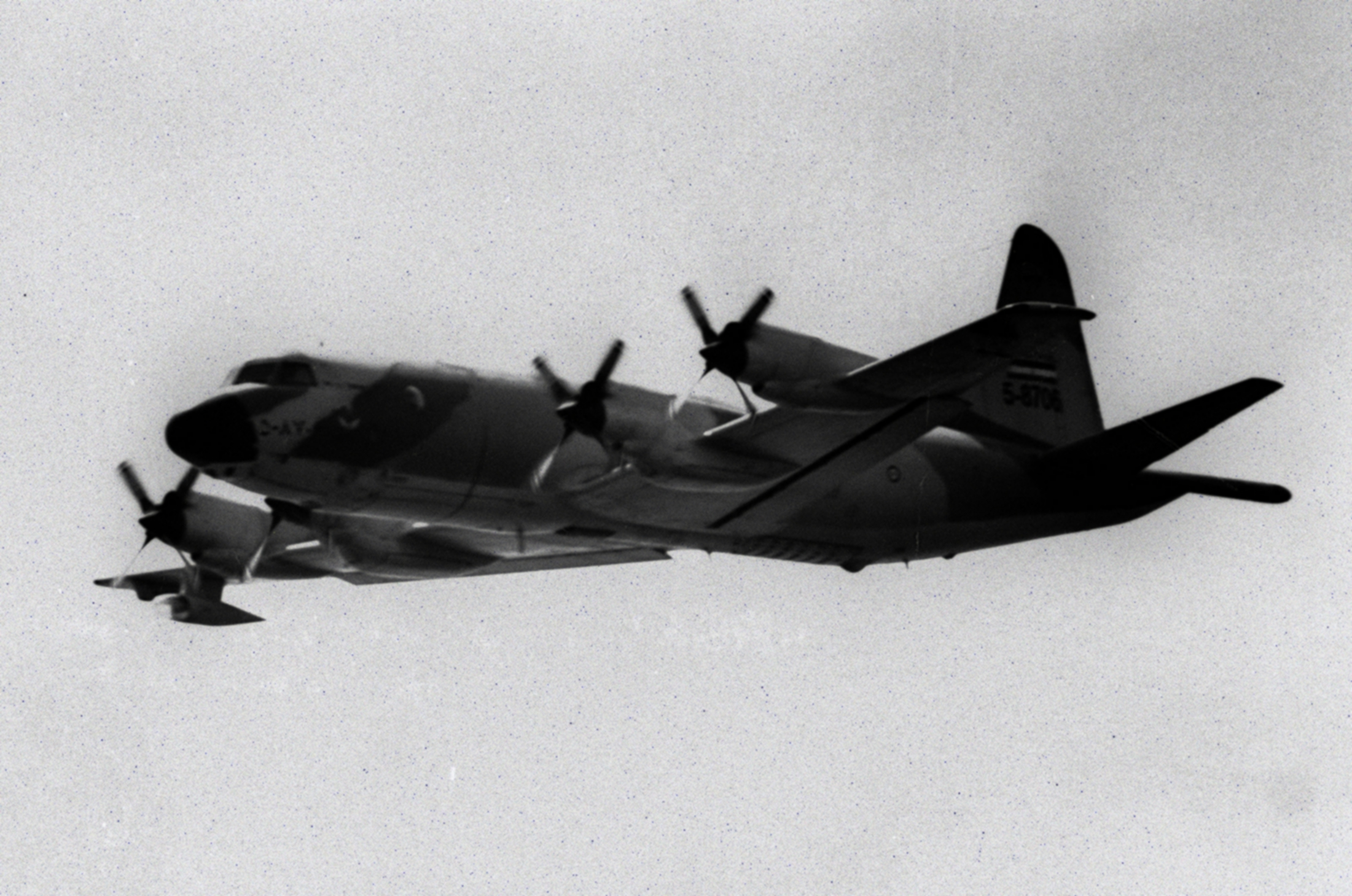
P-3F íránského letectva

- Íránské vojenské letectvo – 5× P-3F na základně Šahíd Dúrán

 Japonsko

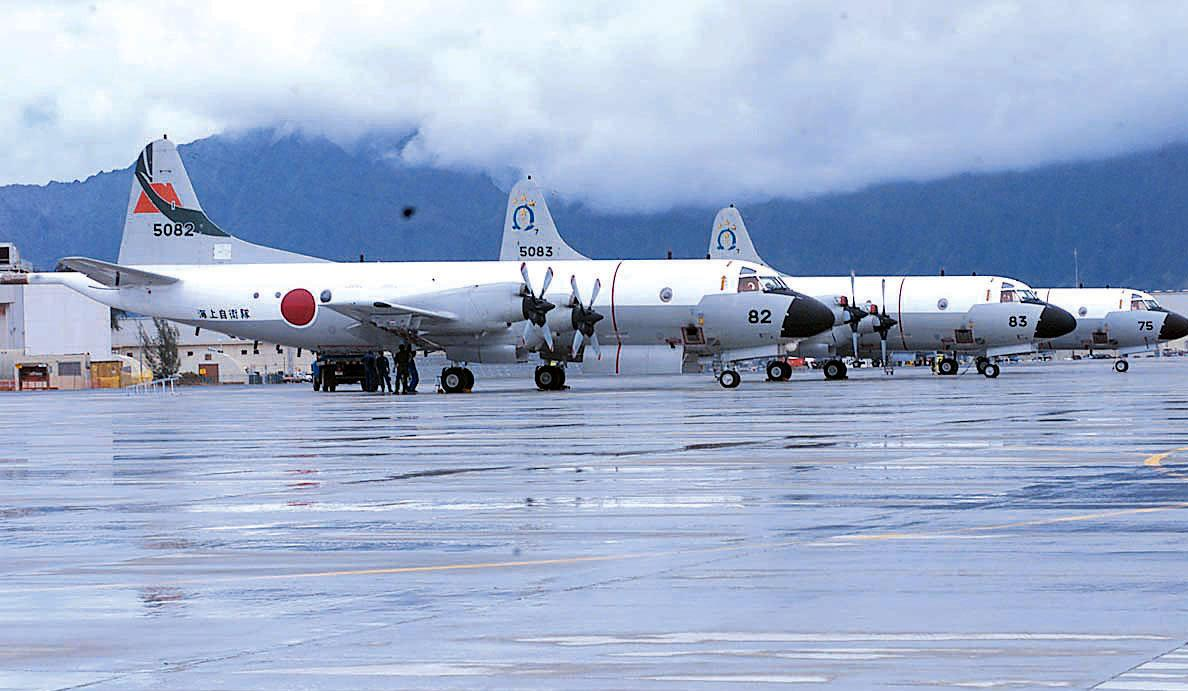
P-3C japonského námořnictva

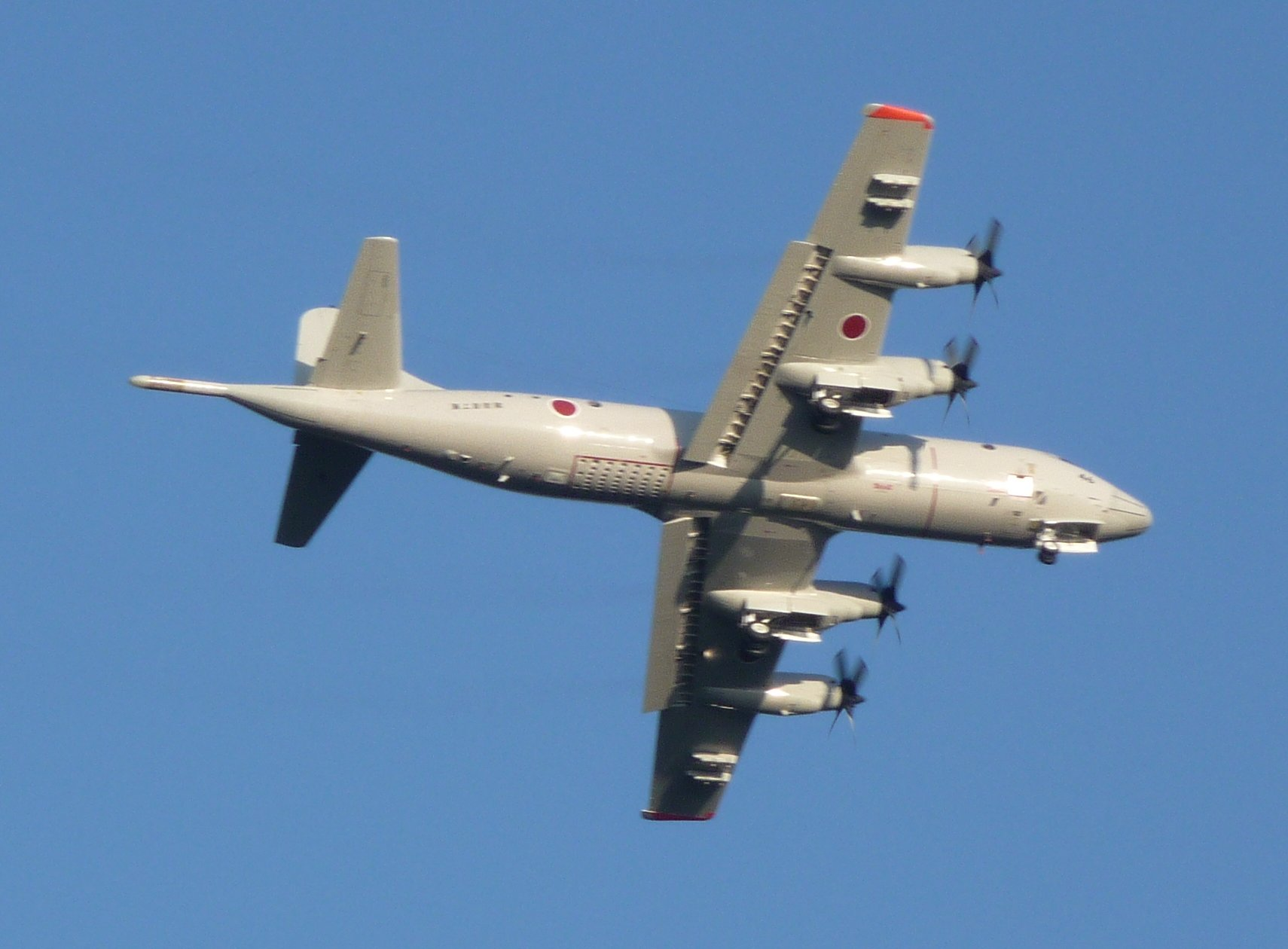
Japonský P-3C

- Japonské námořní síly sebeobrany – 101× P-3C, 5× EP-3, 1× UP-3C, 3× UP-3D

Japonské ministerstvo obrany rozhodlo o nahrazení letounů P-2J letouny P-3C v roce 1977. Společnost Kawasaki obdržela pět letounů od společnosti Lockheed a následně vyrobila 98 licenčních letounů P-3 přímo v Japonsku.
 Jižní Korea

- Námořnictvo Korejské republiky – 8× P-3C a 8× P-3CK na letišti Pohang a na mezinárodním letišti Jeju

 Kanada

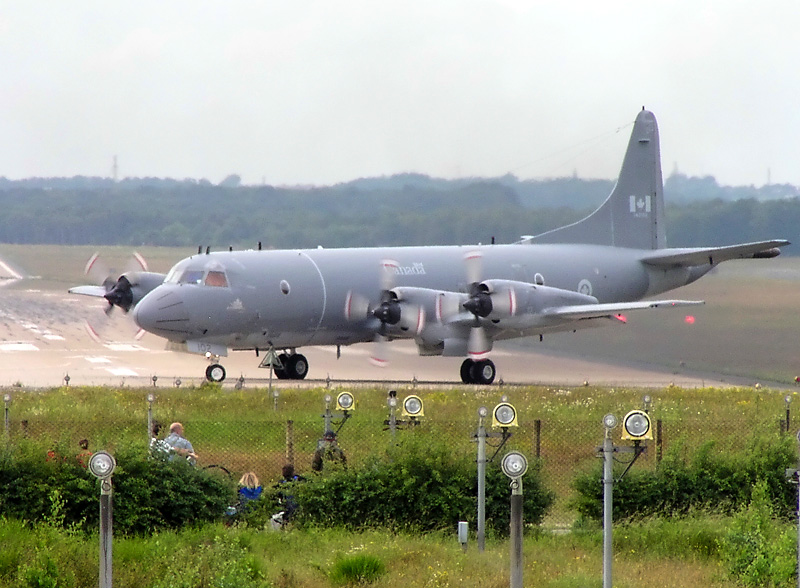
Kanadský CP-140 Aurora v červnu 2007

- Canadian Forces Air Command – 18× CP-140 Aurora (letoun P-3 Orion s elektronickou výbavou letounu S-3 Viking) a 3× CP-140A Arcturus (CP-140 Aurora bez plné protiponorkové výbavy)

 Německo

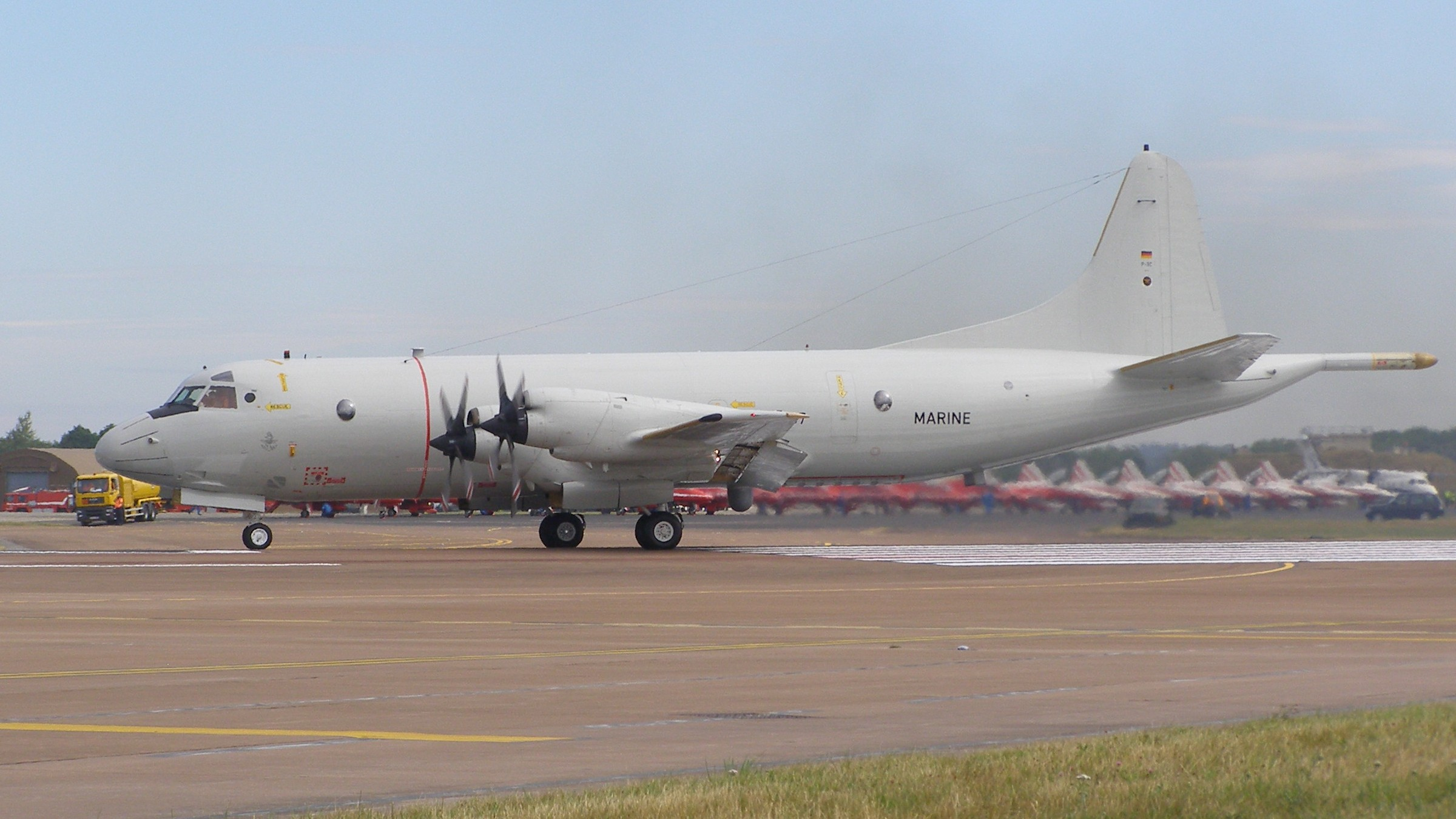
P-3C německého námořnictva

- Německé námořnictvo – 8× P-3C (původně letouny nizozemského námořnictva) umístěné na námořní letecké základně Nordholz.

 Nizozemsko

- Nizozemské královské námořnictvo – v současnosti již letouny P-3 neprovozuje

 Norsko

- Norské královské letectvo – 4× P-3C, 2× P-3N na základně Andøya

 Nový Zéland

- Royal New Zealand Air Force – 6× P-3K2 na základně Auckland, od roku 1966 do 2023[28][29][30][31]

 Pákistán

- Pakistan Naval Air Arm – asi 10× P-3C na základně Faisal, Karáčí. Vylepšené letouny P-3C MPA a P-3B AEW byly objednány v roce 2006,[32] první vylepšený letoun byl dodán na začátku roku 2007. V červnu 2010 pákistánské námořnictvo obdrželo dva další vylepšené letouny P-3C se schopností boje proti ponorkám a hladinovým cílům.[33]

 Portugalsko

- Portugalské letectvo – 5× P-3C (bývalé letouny nizozemského námořnictva) na letecké základně Beja. Tyto letouny nahradily šest letounů P-3P, jeden zůstává i nadále ve službě.

 Řecko

- Řecké vojenské letectvo – 6× P-3B na základně Eleusina (dva ve službě, čtyři uskladněny). Dodány v letech 1991–1992 z USA, zařazeny roku 1996.[34]

 Španělsko

- Španělské letectvo – 2× P-3A HW, 4× P-3B vylepšené na verzi P-3M na letecké základně Morón. Španělské letectvo zakoupilo pět letounů P-3B od Norska v roce 1989 a plánovalo všech pět vylepšit na verzi M. Kvůli nedostatku prostředků byly vylepšeny jen čtyři a jeden je používán jako zdroj náhradních dílů.

 Thajsko

- Thajské královské námořnictvo – 2× P-3T, 1× VP-3T na letecké základně thajského námořnictva U-Tapao

 USA

- Námořnictvo Spojených států amerických – 154× P-3C a EP-3E; další letouny P-3A, P-3B, P-3C a EP-3J v dlouhodobém uskladnění[35] US Navy plánuje jejich počet během roku 2010 snížit na 130.[1] Singapurská vláda vyjádřila zájem odkoupit nějaké letouny P-3C od US Navy.[36]

### Civilní uživatelé
USA

- NASA (National Aeronautics and Space Administration) – jeden letoun P-3B původně náležející US Navy ve středisku NASA Wallops Flight Facility ve Virginii, kde je používán pro celou řadu výzkumů a experimentů.[37]
- Národní úřad pro oceán a atmosféru (NOAA) – 2× WP-3D na letecké základně MacDill na Floridě
- Ministerstvo vnitřní bezpečnosti USA / Customs and Border Protection (Úřad pro cla a ochranu hranic) / Office of CBP Air – letouny P-3 AEW a P-3 LRT; na námořních leteckých základnách Corpus Christi, Texas a Jacksonville, Florida. Letouny jsou používány k hlídkování u hranic a k operacím proti pašování drog. Jedná se o upravené bývalé letouny US Navy.[38][39]
- Aero Union – osm bývalých letounů US Navy P-3A; letadla sídlí na letišti Chico Municipal Airport v Chico, Kalifornie a jsou upravena k hašení požárů.[40]